# 보쟁글스 콜리시엄
보쟁글스 콜리시엄(영어: Bojangles' Coliseum)는 미국 노스캐롤라이나주 샬럿에 위치한 실내 경기장이다. 과거 ABA 캐롤라이나 쿠커스와 ECHL 샬럿 체커스의 홈경기장으로 사용했고, 현재 AHL 샬럿 체커스의 홈경기장으로 사용되고 있다.